# Trastorno paranoide de la personalidad
El trastorno paranoide de la personalidad es un trastorno de personalidad caracterizado por una intensa desconfianza y suspicacia injustificada hacia las demás personas. El trastorno puede aparecer al principio de la edad adulta y afecta al individuo que lo padece en varias áreas de su vida. 

## Diagnóstico según DSM-V
A. Desconfianza y suspicacia intensa frente a los demás, de tal manera que sus motivos se interpretan como malévolos, que comienza en las primeras etapas de la edad adulta y está presente en diversos contextos, y que se manifiesta por cuatro (o más) de los hechos siguientes:
1. Sospecha, sin base suficiente, de que los demás explotan, causan daño o decepcionan al individuo.
2. Preocupación con dudas injustificadas acerca de la lealtad o confianza de los amigos o colegas.
3. Poca disposición a confiar en los demás debido al miedo injustificado a que la información se utilice maliciosamente en su contra.
4. Lectura encubierta de significados denigrantes o amenazadores en comentarios o actos sin malicia.
5. Rencor persistente (es decir, no olvida los insultos, injurias o desaires).
6. Percepción de ataque a su carácter o reputación que no es apreciable por los demás y disposición a reaccionar rápidamente con enfado o a contraatacar.
7. Sospecha recurrente, sin justificación, respecto a la fidelidad del cónyuge o la pareja.
B. No se produce exclusivamente en el curso de la esquizofrenia, un trastorno bipolar o un trastorno depresivo con características psicóticas, u otro trastorno psicótico, y no se puede atribuir a los efectos fisiológicos de otra afección médica.
Nota: Si los criterios se cumplen antes del inicio de la esquizofrenia, se añadirá “previo,” es decir, “trastorno de la personalidad paranoide (previo).” 

## Relaciones sociales
Por lo general, es difícil llevarse bien con las personas con esta afección.
Su desconfianza y hostilidad excesivas pueden expresarse en argumentaciones, quejas recurrentes o distanciamiento. Debido a que están muy atentos a amenazas potenciales, pueden actuar de manera cautelosa o reservada. 
Aunque pueden parecer objetivos y racionales, con frecuencia muestran expresiones hostiles, obstinadas y sarcásticas, y también buscan confirmar sus nociones negativas sobre personas o situaciones atribuyendo sus propias proyecciones de sus miedos.
Debido a que estas personas desconfían en los demás, tienen una fuerte necesidad de autonomía. Las personas con este trastorno a menudo sospechan que sus seres queridos cercanos le son desleales y que lo van a traicionar, en especial su cónyuge o pareja sexual; Pueden reunir "pruebas" triviales y desafiar constantemente el paradero, las acciones, las intenciones y la fidelidad de su cónyuge o pareja para respaldar sus creencias celosas.
A menudo son rígidos, críticos e incapaces de colaborar, aunque ellos mismos no reciben bien las críticas y pueden culpar a otros por sus propios defectos.
Su carácter hostil y su rapidez para contraatacar a las "amenazas" que perciben pueden provocar respuestas agresivas en los demás, y con frecuencia pueden verse involucrados en peleas o disputas legales.
Pueden exhibir fantasías grandiosas e irreales. A menudo les preocupan cuestiones de poder y rango, y tienden a desarrollar estereotipos negativos de los demás, particularmente aquellos de grupos de población distintos del suyo. Pueden ser percibidos como "fanáticos" y formar "cultos" o grupos con otros que comparten sus sistemas de creencias paranoicas. 

## Complicaciones
Las personas con trastorno de personalidad paranoide pueden llegar a desarrollar un trastorno depresivo mayor y pueden tener un mayor riesgo de sufrir agorafobia o trastorno obsesivo-compulsivo. Con frecuencia, desarrollan adicciones y trastorno por consumo de sustancias. 
Particularmente en respuesta al estrés, las personas con este trastorno pueden experimentar episodios psicóticos muy breves que duran de minutos a horas). 

## Estudios
El trastorno de personalidad paranoide puede manifestarse por primera vez en la niñez y la adolescencia con soledad, malas relaciones con los compañeros, ansiedad social, bajo rendimiento escolar, hipersensibilidad, pensamientos y lenguaje peculiares y fantasías idiosincrásicas. Estos niños pueden parecer "raros" o "excéntricos" y atraer las burlas. 
Se sugiere que el abuso emocional y/o físico y la victimización en la infancia pueden ser algunas causas de su aparición.
Se estima que entre 0.7 y el 2,4% de la población general lo padece, y en muestras clínicas, este trastorno parece diagnosticarse con mayor frecuencia en hombres. 
Existe cierta evidencia de una mayor prevalencia del trastorno de personalidad paranoide en familias donde ha habido casos de esquizofrenia o trastorno delirante de tipo persecutorio, y en algunos casos, el trastorno puede aparecer como el antecedente premórbido de estos.  

## Tratamiento
No se han demostrado tratamientos eficaces para el trastorno de personalidad paranoide, ya que los afectados no suelen buscar tratamiento por sí solos debido a que no se dan cuenta de su problema.  
El tratamiento general consiste en la terapia cognitivo-conductual al igual que para los demás trastornos de la personalidad, y ocasionalmente por antidepresivos o antipsicóticos atípicos. 
El nivel alto de sospecha y desconfianza en los pacientes hacen difícil establecer una buena relación con el terapeuta. Expresar reconocimientos de validez en las sospechas del paciente puede facilitar una alianza con su terapeuta. 

## Diagnóstico diferencial
Nota: Algunos rasgos paranoides pueden ser adaptativos, particularmente en entornos amenazantes. El trastorno de personalidad paranoide debe diagnosticarse sólo cuando estos rasgos son inflexibles, desadaptativos y persistentes y causan un deterioro funcional significativo o malestar subjetivo. 
- Otros trastornos mentales con síntomas psicóticos: El trastorno de personalidad paranoide se puede distinguir del trastorno delirante de tipo persecutorio, la esquizofrenia y el trastorno depresivo con características psicóticas porque todos estos trastornos se caracterizan por un período de síntomas psicóticos persistentes (p. ej., delirios y alucinaciones). Para realizar un diagnóstico adicional de trastorno de personalidad paranoide, el trastorno de personalidad debe haber estado presente antes de la aparición de los síntomas psicóticos y debe persistir cuando los síntomas psicóticos están en remisión. [1]

- Cambio de personalidad debido a otra afección médica: El trastorno de personalidad paranoide debe distinguirse del cambio de personalidad debido a otra afección médica, en el que los rasgos que surgen en este último, son atribuibles a los efectos directos de otra afección médica en el sistema nervioso central. [1]

- Trastornos por uso de sustancias: El trastorno de personalidad paranoide debe distinguirse de los síntomas causados por del uso persistente de sustancias. [1]

- Discapacidades físicas: El trastorno también debe distinguirse de los rasgos paranoides asociados con discapacidades físicas (p. ej., discapacidad auditiva). [1]

- Trastorno esquizotípico de la personalidad: El trastorno de personalidad paranoide y el trastorno esquizotípico de la personalidad comparten los rasgos de suspicacia, distanciamiento interpersonal e ideación paranoide, pero el trastorno esquizotípico de la personalidad también incluye síntomas como pensamiento mágico, experiencias perceptuales inusuales y pensamiento y habla extraños. [1]

- Trastorno esquizoide de la personalidad: Las personas con trastorno esquizoide de la personalidad suelen ser percibidas como extrañas, excéntricas, frías y distantes, pero no suelen tener una ideación paranoide prominente. [1]

- Trastorno de personalidad por evitación: Las personas con trastorno de personalidad por evitación también pueden ser reacias a confiar en los demás, pero más por miedo a ser avergonzadas o consideradas inadecuadas que por miedo a las intenciones maliciosas de los demás. [1]

- Trastorno de personalidad antisocial: Aunque el comportamiento antisocial puede estar presente en algunos individuos con personalidad paranoide, generalmente no está motivado por un deseo de beneficio personal o de explotar a otros como en el trastorno de personalidad antisocial, sino que más a menudo se atribuye a deseos de venganza. [1]

- Trastorno narcisista de la personalidad: Las personas con trastorno narcisista de la personalidad ocasionalmente pueden mostrar desconfianza, retraimiento social o alienación, pero esto se deriva principalmente del miedo a que se revelen sus imperfecciones o defectos. [1]

- Otros rasgos de personalidad: La tendencia de reaccionar ante estímulos menores con ira también son rasgos de personalidad límite e histriónico. Sin embargo, estos tipos de personalidad no están necesariamente asociados con una suspicacia generalizada. [1]